# Les Grandes-Ventes
Les Grandes-Ventes – miejscowość i gmina we Francji, w regionie Normandia, w departamencie Sekwana Nadmorska.
Według danych na rok 1990 gminę zamieszkiwało 1729 osób, a gęstość zaludnienia wynosiła 70 osób/km² (wśród 1421 gmin Górnej Normandii Les Grandes-Ventes plasuje się na 128. miejscu pod względem liczby ludności, natomiast pod względem powierzchni na miejscu 27.).